# Nhôm hydroxochloride
Nhôm hydroxochloride là một nhóm các muối kiềm của nhôm chloride, có công thức chung là AlnCl(3n − m)(OH)m. Nó được sử dụng trong mỹ phẩm như một chất chống mồ hôi và như một chất keo tụ trong lọc nước.
Trong lọc nước, hợp chất này được ưa thích trong một số trường hợp vì điện tích cao, giúp hiệu quả trong việc làm mất ổn định và loại bỏ các vật liệu lơ lửng hơn các muối nhôm khác như nhôm sunfat, nhôm chloride và các dạng khác nhau của polyalumin chloride (PAC) và polyalumin clorosunfat, trong đó cấu trúc nhôm dẫn đến điện tích ròng thấp hơn so với nhôm hydroxochloride. Hơn nữa, mức độ trung hòa cao của HCl dẫn đến tác động tối thiểu đến pH nước được xử lý khi so sánh với các muối nhôm và sắt khác.

## Công dụng
Nhôm hydroxochloride là một trong những hoạt chất phổ biến nhất trong chất chống mồ hôi thương mại. Biến thể được sử dụng phổ biến nhất trong chất khử mùi và chất chống mồ hôi là Al2Cl(OH)5.
Nhôm hydroxochloride cũng được sử dụng làm chất keo tụ trong các quy trình xử lý nước và nước thải để loại bỏ các chất hữu cơ hòa tan và các hạt keo có trong huyền phù.

## An toàn
Cục Quản lý Thực phẩm và Dược phẩm coi việc sử dụng nhôm hydroxochloride trong chất chống mồ hôi là an toàn và được phép ở nồng độ lên tới 25%.

### Bệnh Alzheimer
Các nghiên cứu chỉ tìm thấy mối liên quan không đáng kể giữa phơi nhiễm và sử dụng lâu dài thuốc chống mồ hôi và bệnh Alzheimer. Không có bằng chứng đầy đủ cho thấy việc tiếp xúc với nhôm trong chất chống mồ hôi dẫn đến chứng mất trí tiến triển và bệnh Alzheimer.
Heather M. Snyder, phó giám đốc cấp cao về quan hệ y tế và khoa học của Hiệp hội Alzheimer, đã tuyên bố: "Có rất nhiều nghiên cứu đã xem xét mối liên hệ giữa Alzheimer và nhôm, và không có bằng chứng rõ ràng nào cho thấy có một liên kết ".

### Ung thư vú
Tạp chí Quốc tế về Sinh sản và Y học Phụ nữ không tìm thấy bằng chứng cho thấy một số hóa chất được sử dụng trong mỹ phẩm nách làm tăng nguy cơ ung thư vú. Ted S. Gansler, giám đốc nội dung y tế của Hiệp hội Ung thư Hoa Kỳ, tuyên bố "Không có bằng chứng thuyết phục nào cho thấy việc sử dụng chất chống mồ hôi hoặc khử mùi làm tăng nguy cơ ung thư".
Tuy nhiên, vẫn còn mối lo ngại về việc sử dụng nhôm hydroxochloride trong mỹ phẩm vì nguy cơ tích tụ độc hại ngoài giờ vẫn chưa được loại trừ. Ủy ban khoa học về an toàn tiêu dùng (SCCS) hiện đang thiết kế một nghiên cứu để phân tích sự tích tụ của nhôm hydroxochloride thông qua sự xâm nhập qua da để đánh giá nguy cơ tích tụ độc hại.

## Kết cấu
Nhôm hydroxochloride được mô tả tốt nhất dưới dạng polymer vô cơ và do đó rất khó để đặc trưng cấu trúc. Tuy nhiên, các kỹ thuật như sắc ký thẩm thấu gel, tinh thể tia X và 27 Al-NMR đã được sử dụng trong nghiên cứu bởi các nhóm khác nhau bao gồm Nazar và Laden  để chỉ ra rằng vật liệu này dựa trên các đơn vị Al13 với một cấu trúc ion Keggin và đơn vị cơ sở này sau đó trải qua các biến đổi phức tạp để tạo thành các phức poly-nhôm lớn hơn.

## Tổng hợp
Nhôm hydroxochloride có thể được sản xuất thương mại bằng cách cho nhôm với axit clohydric ở điều kiện thích hợp. Một số nguyên liệu thô chứa nhôm có thể được sử dụng, bao gồm kim loại nhôm, nhôm hydroxide, nhôm chloride, nhôm sunfat và các phức của chúng. Các sản phẩm có thể chứa muối phụ phẩm, chẳng hạn như natri/calci/magie chloride hoặc sunfat.
Do nguy cơ nổ liên quan đến hydro được tạo ra bởi phản ứng của kim loại nhôm với axit clohydric, thực tế công nghiệp phổ biến nhất là điều chế dung dịch nhôm hydroxochloride (ACH) bằng cách phản ứng nhôm hydroxide với axit clohydric. Sản phẩm ACH được phản ứng với các thỏi nhôm ở 100 ℃ sử dụng hơi nước trong bể trộn mở. Tỷ lệ Al với ACH và thời gian phản ứng cho phép xác định dạng polymer của tỷ lệ PAC n so với m.